# Aristide Olivier
Pour les articles homonymes, voir Olivier (homonymie).
Aristide Olivier est un homme politique français né à Caen le 26 septembre 1981. Il est adjoint aux sports de la ville de Caen de 2014 à 2024 puis maire depuis le 16 juillet 2024.

## Biographie
Né à Caen, il est le fils de Michel Olivier (1948-2002) et d'Annick Dudouit et a grandi à Hermanville-sur-Mer au sein de sa famille passionnée de tennis. 
Après une classe préparatoire aux grandes écoles en économie, il obtient une licence en économie et gestion à l'Université de Caen puis est diplômé de l'IUFM (Institut Universitaire de Formation des Maîtres).  
Il est président du Tennis-Club de Caen à partir de 2006 et participe à la création de l'open de Caen en 2007.
Il se présente en 2008 aux élections municipales sur la liste de Brigitte Le Brethon mais n'est pas élu.
En 2010, il est 15e sur la liste UMP-NC aux élections régionales ; il est alors directeur de l'école primaire Lyautey mais n'est pas élu.
Il est élu conseiller municipal de Caen en 2014 sur la liste de Joël Bruneau. Il devient maire-adjoint chargé de la jeunesse, des sports et de la vie étudiante. Le 23 novembre 2017, il est élu vice-président de la Communauté urbaine Caen la Mer chargé des sports. 
Le 15 mars 2020, il est de nouveau élu conseiller municipal de Caen sur la liste de Joël Bruneau. Il devient alors 1er maire-adjoint chargé de la jeunesse, des sports, de la vie étudiante et de la prévention de la délinquance. Le 9 juillet 2024, il est élu rapporteur général chargé du sport et des finances à la Communauté urbaine Caen la mer.
Aristide Olivier devient maire de Caen le 16 juillet 2024 à la faveur de la démission de Joël Bruneau, élu député de la 1ère circonscription du Calvados.